# Massimiliano Fedriga
Massimiliano Fedriga, né le 2 juillet 1980 à Vérone, est un homme politique italien de la Ligue du Nord. Il est président de la région autonome Frioul-Vénétie Julienne depuis le 3 mai 2018 

## Biographie
Né à Vérone le 2 juillet 1980 et élevé à Trieste, Massimiliano Fedriga est diplômé en sciences de la communication de l'Université de Trieste. Après ses études, il obtient un Master en gestion et analyse de la communication. Il rejoint la Ligue du Nord en 1995 et devient membre du Conseil national, organe de décision du parti en Frioul-Vénétie Julienne, puis du Conseil fédéral. Depuis 2003, il est secrétaire provincial de la Ligue. Le 28 septembre 2014 il est élu secrétaire national du parti du Frioul Vénétie Julienne. 
Il est élu député pour la première fois en 2008 puis réélu en 2013 et 2018. 
En 2011, il est candidat à la mairie de Trieste, mais  il échoue obtenant  6,3% des voix, puis en 2018 il est élu président du Frioul-Vénétie Julienne avec 57,1% des suffrages.